# Irimi
Trong võ thuật Nhật Bản, irimi (入り身) là hành động dẫn nhập (tiến vào) thẳng vào một kỹ thuật, trái ngược với cách dẫn nhập gián tiếp hơn vào kỹ thuật là tenkan. Trong đào tạo cơ bản, irimi thường trông giống như một bước tiến về phía trước, tiến thẳng hoặc ở một góc chéo, nhưng thường kết thúc với cơ thể đối mặt với kẻ tấn công, chứ không theo hướng của bước chân. Để dẫn nhập với irimi, người phòng thủ cần phải di chuyển ngay khi đòn tấn công bắt đầu hoặc thậm chí bản thân người phòng thủ tự bắt đầu nó.

## Aikido
Irimi (phát âm tiếng Nhật: [ee-ree-mee], có nghĩa là "dẫn nhập" hoặc "đưa vào cơ thể".) là trụ cột thứ hai của aikido (kỹ thuật aikido được xây dựng trên sáu trụ cột chính). Irimi liên quan đến việc dẫn nhập sâu tới xung quanh hoặc đằng sau một đòn tấn công nhằm làm dịu hoặc vô hiệu hóa đòn tấn công. Khái niệm về irimi dạy một người cách hoà vào hoặc dẫn nhập vào một đòn tấn công của đối phương để hợp làm một với chuyển động của đối phương và để cho đối phương không có không gian để tấn công. Chuyển động này được sử dụng trong thời điểm tấn công của đối phương. Để hoàn thành chuyển động này, một người di chuyển ra khỏi hướng tấn công của đối phương để tấn công shikaku, hoặc "điểm mù" của đối phương. Khi thực hiện đúng, người ta có thể tấn công lại một đối thủ với sức mạnh to lớn, kết hợp đà tấn công và chuyển động về phía trước của một người.
Nguyên lý dẫn nhập vào là nền tảng cơ bản cho hầu hết các chuyển động của aikido, vì các tư thế và chuyển động trong aikido có bao gồm một vài tư thế gián tiếp, được tiếp nhận từ Sōjutsu (đấu thương).
Trong aikido, có rất nhiều ví dụ về kỹ thuật biểu thị khái niệm về âm dương. Irimi và tenkan là một ví dụ. Tenkan là chuyển động xoay (âm) và irimi là chuyển động dẫn nhập (dương).
Irimi là một trong hai chuyển động mà các môn sinh aikido thể hiện trong vai trò nage. Việc thực hành irimi sẽ giúp môn sinh aikido phát triển hara, thăng bằng, và tiếp xúc với mặt đất.
Trong Yoshinkan aikido, các kỹ thuật irimi được biểu thị bằng số một (và tenkan là số hai). Trong Aikikai hiện đại, các kỹ thuật irimi được đề cập là omote (và tenkan là ura).